# Pivka
Pívka (nekoč Šentpeter na Krasu, Šentpeter na Kranjskem, Sveti Peter na Kranjskem, italijansko San Pietro del Carso, nemško Sankt Peter in Krain, v Pivki) je naselje v Zgornji Pivki na Notranjskem in sedež istoimenske občine. 

## Opis
Naselje se nahaja v Pivški kotlini, ki je razgibana dolina med višjimi dinarskimi planotami, Brkini in Krasom. Zgornji del kotline med Snežnikom in Prestrankom se imenuje Zgornja Pivka, spodnji del kotline med Postojnskimi vrati in Nanosom pa Spodnja Pivka. Razpotegnjeno in deloma urbanizirano naselje danes sestavljajo trije ločeni deli: Vas (prvotni Šentpeter na Kranjskem), ki je najstarejši del, Radohova vas pod Primožem ter Hrastje, zaselek na klancu, kjer se cesta prevesi proti Košanski dolini.

## Prva omemba in etimologija
Pivka se v pisnih zgodovinskih virih prvič omenja leta 1300 kot villa Sancti Petri super Piucha ('Sv. Peter nad Pivko'), leta 1498 pa preprosto kot Sveti Peter. Ime Šentpeter na Krasu se je ohranilo vse do leta 1952, ko je bilo naselje preimenovano v Pivko. Ime je bilo spremenjeno na podlagi Zakona o imenovanju naselij in označevanju trgov, ulic in zgradb iz leta 1948. Tako kot preimenovanje mnogih drugih krajev po Sloveniji v povojnem času je bilo tudi preimenovanje Šentpetra na Krasu del obsežne kampanje oblasti, da se iz toponimov slovenskih krajev odstranijo vsi religiozni elementi.

## Pomen in geografska lega
Pivka je poleg Postojne najpomembnejše središče tega dela Notranjske. Naselje ima ugodno prometno lego ob prehodu iz Pivške doline v Košansko dolino oz. v porečje reke Reke. V naselju je križišče cest, ki vodijo proti Divači, Ilirski Bistrici in Snežniškemu pogorju. Od nekdanje železniške proge Ljubljana–Trst (danes Ljubljana–Sežana–d. m.) se tu odcepi leta 1873 zgrajena proga do Ilirske Bistrice in naprej proti Reki. Naselje se od prevala med Orlekom (653 mnm) in Kerinom (655 mnm), kjer je železniška postaja, širi ob cesti proti dnu kotline, do polj ob ponikalnici Pivki in naprej proti Petelinjam.

## Zgodovina
Na Primožu in na Gradišču nad železniško postajo so vidni ostanki železnodobnih naselbin.
Zaradi ugodne prometne in strateške lege so Italijani med svetovnima vojnama tu zgradili več vojašnic, na strateško pomembnih vrhovih nad Pivko pa številne utrdbe, ki so bile sestavni del Alpskega obrambnega zidu, ki se je raztezal vse od Genovskega zaliva do Kvarnerja. Ravno Pivka in bližnje vojašnice v Hrastju so bile najbolj utrjeni deli vzhodnega dela alpskega zidu. Vojašnice je kasneje zasedla jugoslovanska vojska. Zdaj so preurejene v muzej oziroma Park vojaške zgodovine Pivka.

## Industrializacija
Prvo veliko spremembo, tudi v zvezi s prevozi in obrtjo, je pomenila zgraditev Južne železnice leta 1856, ki je prebivalce povezala predvsem s Trstom. Leta 1934 je rodbina  Windischgrätz kupila propadlo žago v Pivki (tedaj Šentpeter na Krasu). Knez Eduard Vinzenz Windisch-Graetz se je oktobra 1935 z družino iz Konjic preselil v Pivko, kjer je prevzel vodenje žage. Pod njegovim vodstvom (znotraj družinskega podjetja SICLA) so leta 1937 pričeli proizvajati lesene vezane plošče, tovarna (po vojni znana kot Javor Pivka), pa je bolj ali manj uspešno delovala do leta 1943 in bila kasneje, kot vse rodbinsko premoženje, podržavljena. Tovarna je pomenila začetek industrializacije na Pivškem.

## Mednarodno povezovanje
Prijateljska mesta/občine:
- Durach, Nemčija

Mednarodni projekti in druge oblike sodelovanja:
- Tivat, Črna Gora